# La Scala d'oro
La Scala d'oro era una collana di libri classici illustrati per ragazzi edita dalla UTET di Torino e diffusa dal 1932 al 1945 in 92 volumi, suddivisi in 8 serie dedicate ai lettori tra i 6 e i 13 anni a cui nel 1934 fu aggiunto un volume speciale extra serie di propaganda dal titolo Guerra e Fascismo spiegato ai ragazzi a firma di Leo Pollini.
La collana, diretta da Vincenzo Errante e Fernando Palazzi, era costituita in gran parte da riduzioni di romanzi o racconti classici di autori di tutto il mondo, narrati da scrittori italiani di fama e illustrati da grandi firme dell'epoca.
La collana fu presentata nel numero di febbraio del 1934 da Emilia Santamaria su L'Italia che scrive dove si legge, fra le altre cose: «Perché [...] cercare nuovi libri e perciò nuovi autori, che potrebbero or sì or no riuscire nell'intento, quando la letteratura del passato ci offre così largo campo di scelta? Perché far due distinte cose dell'istruzione e del diletto, mentre si può benissimo dilettare istruendo e istruire dilettando?»

## Illustratori
Nella lunga produzione della Scala d'oro la UTET si avvalse di affermati disegnatori che illustrarono i 92 volumi della collana: in dettaglio è utile ricordare, in ordine alfabetico, le collaborazioni dei seguenti artisti:
- Marina Battigelli: illustrò Quo vadis?, 1940;
- Carlo Bisi: illustrò Tompusse e le bestie; Tompusse e i mestieri, 1932 e Tompusse e il romano antico, 1933;
- Piero Bernardini: illustrò La storia del tremendo eroe Tartarino di Tarascona, 1933, Le avventure del famoso eroe il barone di Münchhausen, 1934 e Don Chisciotte della Mancia, 1935;
- Eugenio Colmo alias Golia: illustrò I grandi viaggiatori, 1935;
- Gustavo Carlo Claudio Rosso: alias Gustavino: illustrò Nel paese delle fate, La storia di Peter Pan, 1932; Le storie maravigliose, Il romanzo di Bertoldo, 1933; Il bel biancospino, Le gaie avventure di Thyl Ulenspiegel, 1934; Il romanzo di Renardo, Il romanzo di Giannetto Parigi, re di Francia, 1935;
- Filiberto Mateldi: illustrò Quando re leone imperava, 1938; L'asino d'oro e altre favole di animali e di fiori, 1939; I passatempi del giovedì, 1932; I viaggi di Gulliver, 1938; Come si lavora nel mondo, 1934; Piccoli di animali e animali piccoli, 1938; Il libro dei treni, 1935; Il libro delle ore gioconde, 1936; La vita avventurosa di Lazzarino di Tormes, 1933; I racconti di papà Goldoni, 1932; Il taccuino dello sport, 1938; Battaglie da ridere, poemetti eroicomici, 1934; I miserabili, 1934; Il carro di Tespi, 1935;
- Luigi Melandri: illustrò La buona novella, 1933) e La freccia nera, 1936;
- Guido Moroni Celsi: illustrò I figli del capitano Grant, 1932, Ventimila leghe sotto i mari, 1934) e L'isola misteriosa, 1935;
- Antonio Maria Nardi: illustrò Dal Libro di Dio, 1940;
- Carlo Nicco: illustrò Il libro d'oro del fanciullo, 1940, I racconti di Natale, 1940, La vita avventurosa di Robinson Crosuè, 1935, Capitani, corsari e avventurieri, 1936, Il romanzo di Guerrino detto il Meschino, 1932, Luci e ombre della storia, 1934 e I cavalieri dell'Ideale, 1939;
- Vsevolode Nicouline: illustrò Le leggende del Gral, 1934, I Cavalieri di Artù, 1935, Il romanzo di Candullino, 1936, La leggenda di Enea, 1932; Nel regno di Ariele, 1933, Nel regno di Melpòmene, 1934 e Racconti straordinari, novelle di Edgardo Poe, 1935;
- Nino Pagot: illustrò Le meraviglie della natura, 1935, Curiosità della scienza, 1936, I racconti di Molière, 1934 e Ivanhoe, 1935;
- Carlo Parmeggiani: illustrò Il Contanovelle, 1935, La leggenda di Troia, 1941; I racconti della lupa, 1936 e Guerra e pace, 1945; Il mulino sulla Floss, 1935;
- Enrico Pinochi: illustrò alcuni libri delle serie 1, 2, e 6;
- Aleardo Terzi: illustrò alcuni libri delle serie 3, 4 e 7;
- Mario Zampini: illustrò alcuni libri delle serie 4, 5 e 8;